# Lizzie Doron

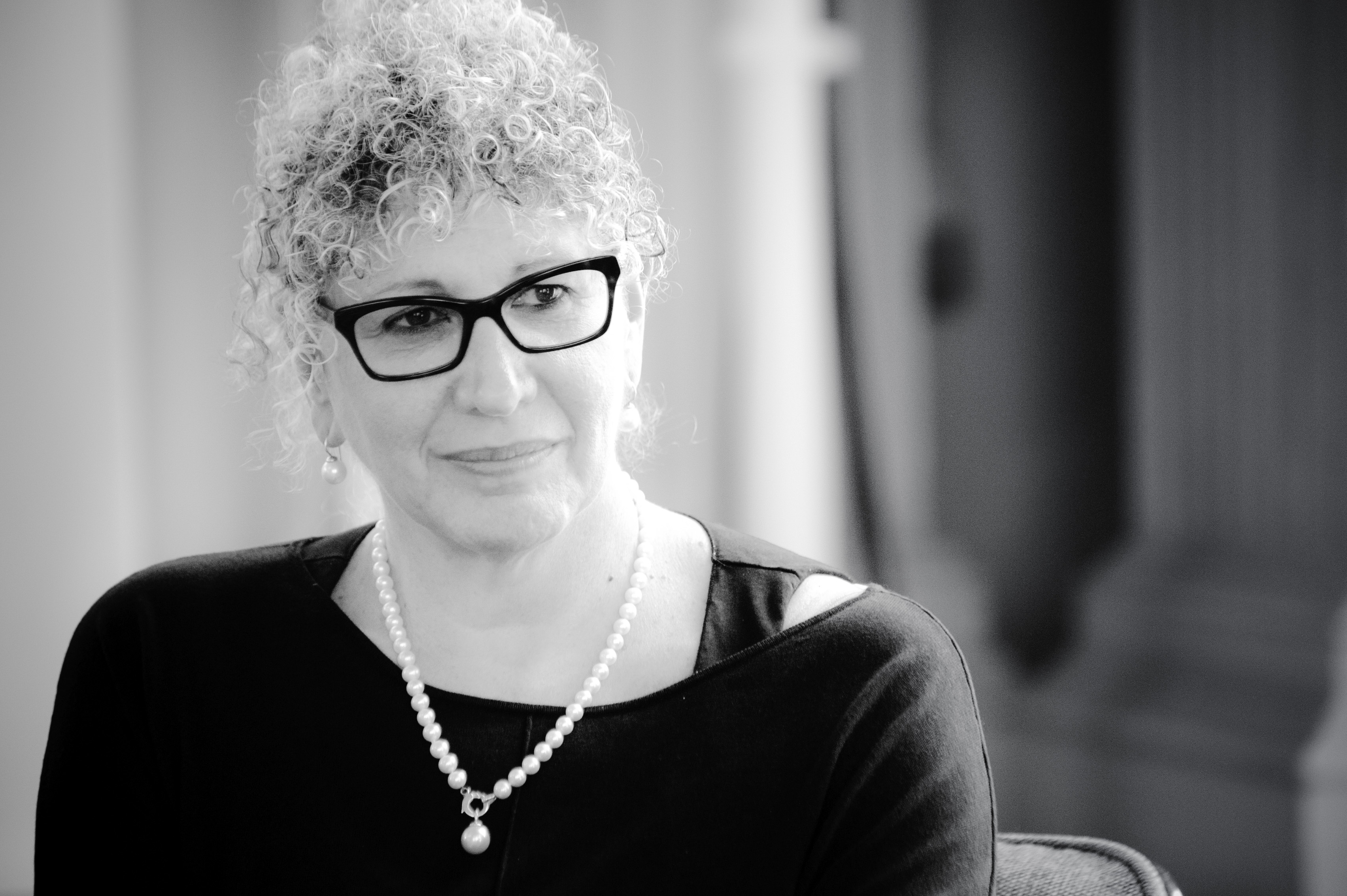
Lizzie Doron w 2012

Lizzie Doron, hebr. ליזי דורון (ur. 29 sierpnia 1953 w Tel Awiwie) – izraelska pisarka.

## Życiorys
Urodziła się i wychowała jako jedynaczka w rodzinie ocalonych z Holokaustu. Dzieciństwo spędziła w moszawie Biccaron. W wieku 8 lat straciła ojca, po osiągnięciu pełnoletniości przeprowadziła się na północ Izraela i pracowała w kibucach na Wzgórzach Golan.
Studiowała socjologię i kryminologię na Uniwersytecie Bar-Ilana oraz lingwistykę na Uniwersytecie Telawiwskim. Przed wydaniem pierwszej książki zajmowała się pracą naukową.
Ma męża i dwójkę dzieci. Obecnie mieszka w Tel Awiwie.

## Twórczość
Jest autorką pięciu powieści, z których dwie, zatytułowane „Spokojne dni” oraz "Dlaczego nie przyjechałaś przed wojną?" zostały wydane w Polsce w 2010 i 2012. Na podstawie jej twórczości powstała sztuka teatralna wystawiana w Izraelu i Niemczech.
Twórczość pisarki koncentruje się na problemach tzw. „drugiego pokolenia” – potomków ocalonych z Zagłady Żydów. Autorka w niezwykle poruszający sposób opisuje traumę pokolenia dorastającego w świecie swoich naznaczonych Holokaustem bliskich.
W 2009 została laureatką literackiej Nagrody WIZO.
- 1998 Dlaczego nie przyjechałaś przed wojną? (hebr. Lama Lo Baat Lifnei ha-Milchama)
- 2002 Kiedyś była tu rodzina (hebr. Haita Po Pa’am Miszpacha)
- 2003 Spokojne dni ISBN 978-83-7495-821-9 (hebr. Jamim Szel Szeket)
- 2007 Początek czegoś pięknego (hebr. Hatchala Szel Maszehu Jafe)
- 2010 Pewnego dnia jeszcze się spotkamy (hebr. We-Jom Echad Od Nipagesz)